# طراحی صحنه

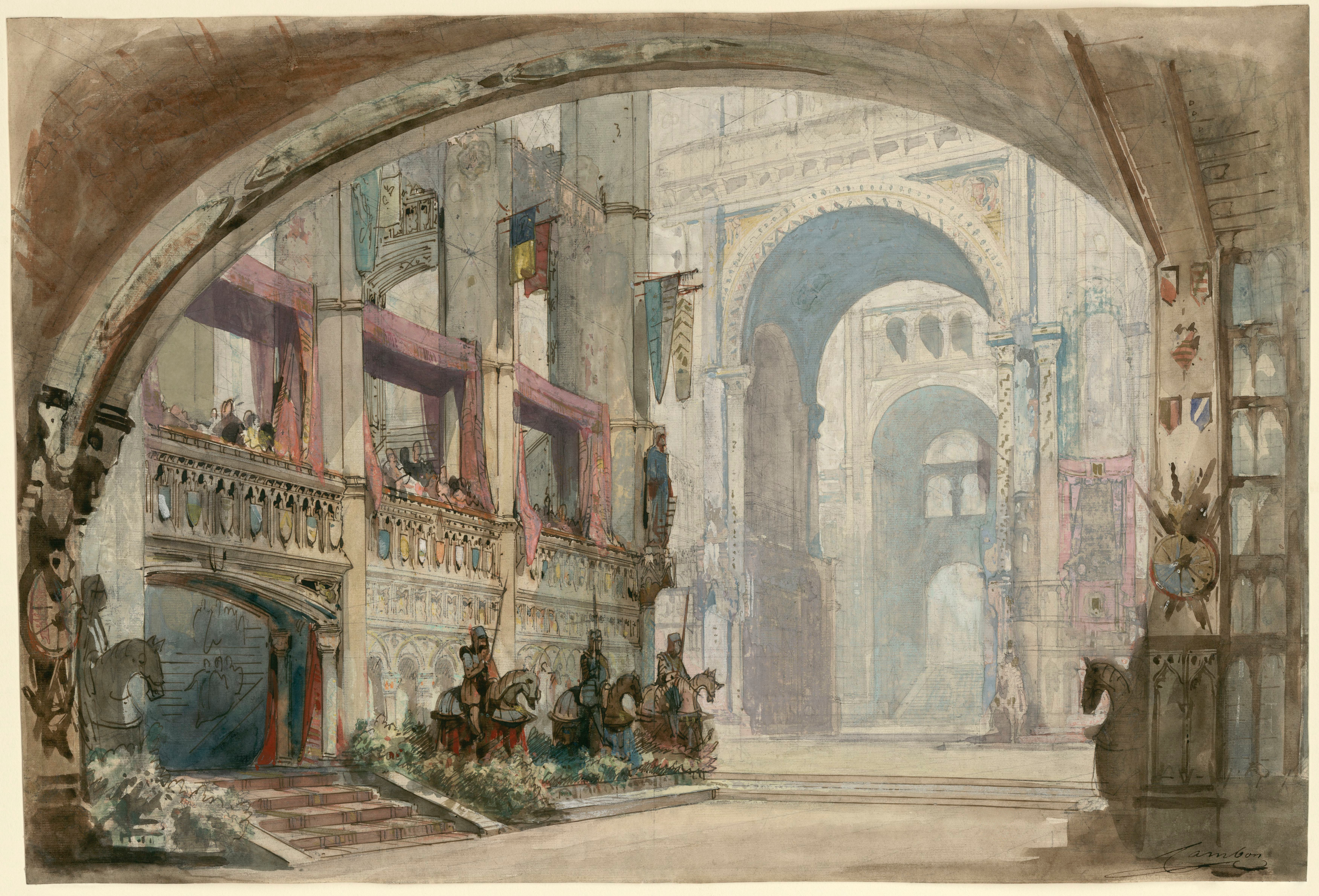
نگاره‌ای از طراحی صحنه توسط شارل-آنتوان کامبون برای پردهٔ ۳ از صحنهٔ سوم اُپِرای رابرت بروس (en) اثر مشترک جواکینو روسینی و لویی نیدرمایر. این اُپِرا نخستین‌بار در ۳۰ دسامبر ۱۸۴۶ میلادی توسط اپرای پاریس در سال لو پلتی (en) اجرا شد.

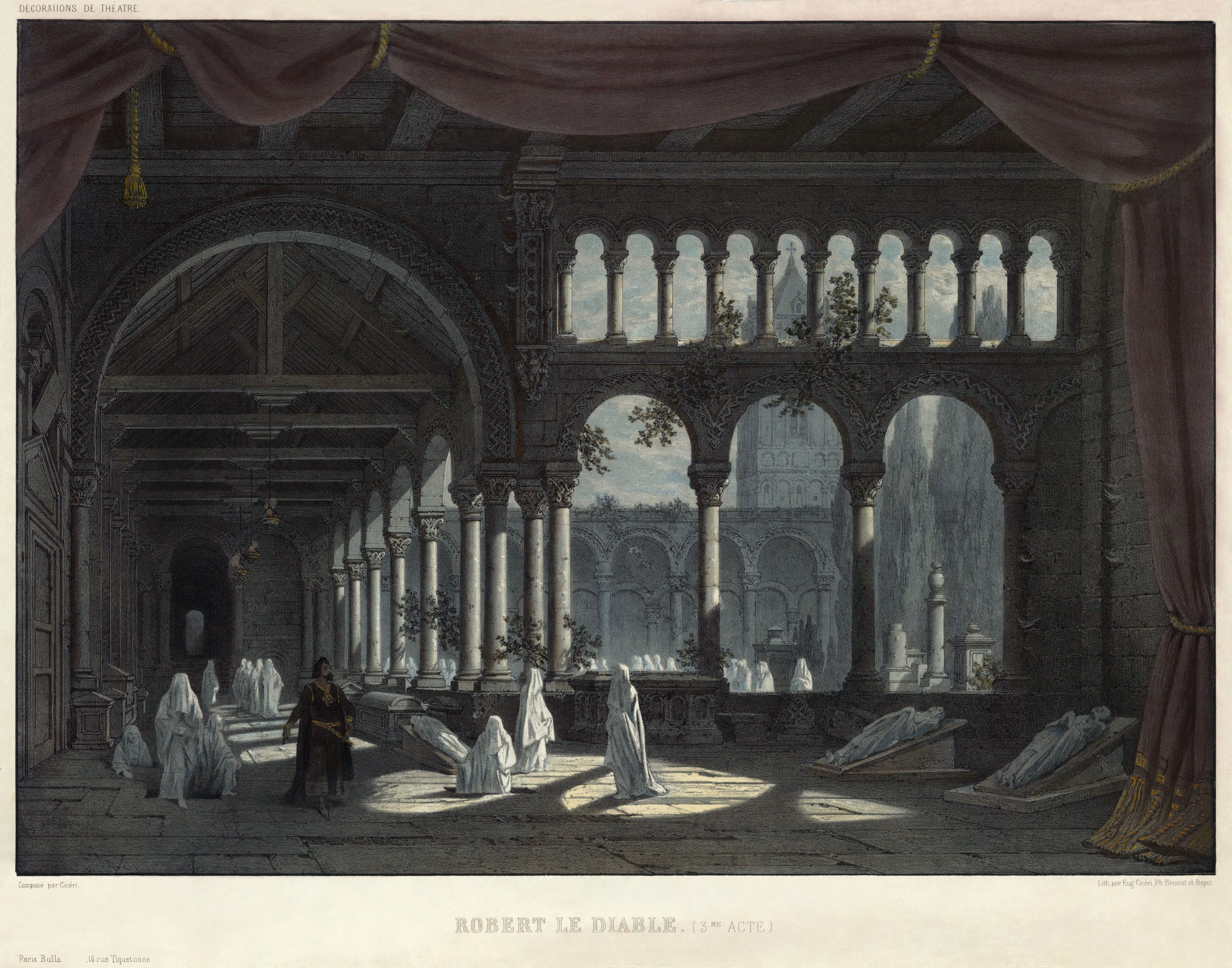
طراحی صحنهٔ پردهٔ ۳ از اُپِرای باله راهبه‌ها توسط پیر-لوک-شارل سیسری (en). این اُپِرا نخستین‌بار در ۲۲ نوامبر ۱۸۳۱ میلادی در اپرای پاریس و توسط شرکت بالهٔ اپرای پاریس اجرا شد.

آرایه‌گری یا طراحی صحنه در زبانزد و اصطلاح نمایشنامه و سینما، فن آراستن و تزیین صحنه نمایش یا صحنهٔ بازی در سینما است. اگرچه در میان عامه به نادرست گاهی این واژه به جای دکور و به منظور بیان چگونگی چیدمان و آرایش وسایل در خانه به کار می‌رود. دکوراسیون به اجزا و کالایی گفته می‌شود که باعث زیبایی محل مورد نظر می‌شود. در ایران طراح صحنه عمدتاً به شخصی گفته می‌شود که وظیفه انتخاب لوکیشن و انتخاب وسایل مورد نیاز فیلم آکسسوار و چیدمان آن‌ها در صحنه را بر عهده دارد.
در دکوراسیون داخلی به عنوان مثال برای خانه می‌توان از وسایلی مثل تابلوفرش یا هر کالای دیگری که به زیبایی محل کمک کند، استفاده کرد. هنر دکوراسیون کار سخت و حرفه‌ای است که امروزه در دانشگاه‌ها به عنوان یک شغل تدریس و آموزش داده می‌شود.

## اهمیت طراحی صحنه در فیلم سینمایی
طراحی صحنه یکی از عناصر کلیدی در سینما است که به شدت بر تعیین شخصیت‌ها، خلق جوّ و انتقال مفاهیم فیلم تأثیر می‌گذارد.
- شخصیت‌پردازی از طریق طراحی صحنه: محیطی که یک شخصیت در آن زندگی یا فعالیت می‌کند، به طور مستقیم بر رفتارها، افکار و احساسات او تأثیر می‌گذارد. برای مثال، اتاقی شلوغ و پر از وسایل شخصی می‌تواند نشان‌دهنده‌ی شخصیتی بی‌نظمی و خلاق باشد، در حالی که یک اتاق مینیمالیستی و مرتب، شخصیتی منظم و کنترل‌گر را تداعی می‌کند.
- ایجاد جو و اتمسفر فیلم: طراحی صحنه نقش مهمی در ایجاد جوّ و اتمسفر کلی یک فیلم دارد. مثلاً، یک صحنه تاریک و مرموز با استفاده از نورپردازی کم و سایه‌های طولانی، حس ترس و اضطراب را منتقل می‌کند. در مقابل، یک صحنه روشن و آفتابی با رنگ‌های گرم، حس شادی و امیدواری را القا می‌کند.
- تعیین لوکیشن مناسب: انتخاب لوکیشن مناسب برای فیلمبرداری، به طور مستقیم بر مضمون و داستان فیلم تأثیر می‌گذارد. برای مثال، یک فیلم درام عاشقانه ممکن است در یک باغ زیبا و رومانتیک فیلمبرداری شود، در حالی که یک فیلم اکشن ممکن است در یک شهر آلوده و پر از ساختمان‌های بلند فیلمبرداری شود.[۳]

## مدیر صحنه
او کسی است که بر تمام مراحل آماده شدن صحنه و لباس‌ها نظارت می‌کند و اطلاعات لازم را در اختیار دست اندرکاران این بخش‌ها، قرار می‌دهد.

## طراح دکور
در فیلم‌هایی که به دکور نیاز دارند، فردی به نام طراح دکور، به کار گرفته می‌شود؛او با توجه به آنچه طراح صحنه می‌خواهد و ویژگی‌هایی که او در اختیارش می‌گذارد، دکور را طراحی کرده و تصاویری با زوایای مختلف از طرح مورد نظر خود، تهیه می‌کند و حتی در فیلم‌هایی با دکورهای عظیم، ماکتی از دکورها تهیه می‌کند و ارائه می‌دهد.
استفاده درست از لوازم دکوری برای طراحی دکور صحنه
لوازم دکوری در دکوراسیون صحنه‌ی نمایش، همان جزئیاتی هستند که توجه به آن‌ها سبب تمایز یک طراحی‌ صحنه‌ی حرفه‌ای نسبت به سایر طراحی‌ها می‌شود. گاهی در یک صحنه که از رنگ‌های خنثی استفاده شده‌است، یک گلدان آبی می‌تواند میزان آرامش مورد نظر را به مخاطب منتقل نماید.
در بسیاری از نمایشنامه‌ها، استفاده صحیح از صنایع دستی ایرانی به منظور جلب توجه مخاطبان و نمایان کردن اصالت و فرهنگ ایرانی بسیار مهم است. به‌ویژه استفاده از صنایع دستی ارزشمندی که می‌توانند دکوراسیون شیک و منحصر به فردی را به وجود بیاورند، بسیار جذاب است. مارسین یکی از شرکت‌های برتر تولیدکننده‌ی صنایع دستی ایرانی مانند خاتمکاری، میناکاری، مس و ... می‌باشد.